# Davy Arnaud
Davy Arnaud (Nederland, 22 giugno 1980) è un allenatore di calcio ed ex calciatore statunitense, di ruolo centrocampista, attuale vice allenatore dell'Austin FC.

## Palmarès

### Club

#### Competizioni nazionali
- Lamar Hunt U.S. Open Cup: 1

Kansas City Wizards: 2004
- Canadian Championship: 1

Montreal Impact: 2013